# 阿罗约莫利诺斯德莱翁
阿罗约莫利诺斯德莱翁，是西班牙安达卢西亚自治区韦尔瓦省的一个市镇。总面积87平方公里，总人口1114人（2001年），人口密度13人/平方公里。